# Frontière entre la République démocratique allemande et la Communauté économique européenne
La frontière entre la République démocratique allemande et la Communauté économique européenne était entre le 25 mars 1957, date de signature du traité de Rome instituant la Communauté économique européenne, et le 3 octobre 1990, date de la réunification de l'Allemagne, la frontière délimitant les territoires voisins sur lesquels s'exerçait la souveraineté de la République démocratique allemande (Allemagne de l'Est) ou de l'un des États alors membres de l'Union européenne, en l'occurrence la République fédérale d'Allemagne (Allemagne de l'Ouest).

## Historique

### 1957-1990
De la création de la Communauté économique européenne lors de la signature du traité de Rome le 25 mars 1957 à la veille de la réunification de l'Allemagne le 3 octobre 1990, la frontière entre la CEE et la RDA se superposait à la frontière intérieure allemande.

### Depuis 1990
À la suite de la réunification de l'Allemagne le 3 octobre 1990, l'ex-Allemagne de l'Est fait partie de la Communauté économique européenne, dont l'Allemagne de l'Ouest était un des membres fondateurs. La frontière intérieure allemande ayant donc disparu à cette date, la frontière entre la CEE et la RDA a également disparu à ce moment et n'existe donc plus depuis lors.